# Oficina de serveis
Una oficina de serveis o gestoria és una empresa que proporciona serveis empresarials per un cost. El terme ha estat extensament utilitzat per descriure serveis basats en tecnologia a empreses de serveis financers, particularment bancs. Clients d'oficines de servei típicament no tenen l'escala o perícia per incorporar aquests serveis en les seves operacions internes i prefereixen sotscontractar-los a una oficina de serveis. Servei de nòmina sotscontractat és un servei generalment contractat a una oficina de servei.
El valor d'una oficina de serveis per als seus clients és una combinació de tecnologia, procés i perícia d'àmbit empresarial. El seu model empresarial és basat en la seva habilitat de produir els seus serveis i distribuir-los en gran volum a una base de clients molt àmplia. En el context modern, la tecnologia és una clau facilitadora per assolir aquest nivell.
La majoria de les tecnologies contemporànies comunes que recolzen el model empresarial de les oficines de serveis són SAAS (Programari com a servei) i SOA (Arquitectura orientada a serveis). Aquests han estat cada vegada més adoptats, basat en la proliferació d'estàndards d'interoperabilitat del programari i serveis web. L'evolució d'aquestes tecnologies ha conduït al ressorgiment del model empresarial de les oficines de serveis, que està sent cada vegada més conegut com a Serveis 2.0.